# John Dagleish
John Dagleish est un acteur britannique né en février 1981 à Kelvedon en Angleterre.

## Filmographie

### Cinéma
- 2011 : Age of Heroes : Rollright
- 2014 : Monuments Men : ADSEC Sarge
- 2014 : Snow in Paradise : Tony
- 2015 : Branagh Theatre Live: The Winter's Tale : Autolycus
- 2017 : Justice League : Black Clad Beta
- 2018 : Jean-Christophe et Winnie : Matthew Leadbetter
- 2018 : Farming : Levi
- 2018 : Le Retour de Mary Poppins : Courier
- 2018 : All is True : Rafe Smith
- 2019 : Judy : Lonnie Donegan
- 2019 : The Gentlemen : Hammy
- 2021 : Zack Snyder's Justice League de Zack Snyder

### Télévision
- 2008-2011 : Lark Rise to Candleford : Alf Arless (38 épisodes)
- 2010 : The Bill : Malcolm Christie
- 2011-2012 : Beaver Falls (12 épisodes)
- 2012 : The Hollow Crown : John Bates (1 épisode)
- 2012-2013 : Starlings : Gravy (12 épisodes)
- 2013 : Truckers : Martin (5 épisodes)
- 2015 : Affaires non classées : DI Rory Drennan (2 épisodes)
- 2015 : Jonathan Strange et Mr Norrell : Naval Lieutenant (1 épisodes)
- 2018 : The Bisexual (série télévisée)
- 2020 : The Third Day (série HBO, 6 épisodes) : Larry